# Grussenheim
 Grussenheim  (en alsacià Grüsse) és un municipi francès, situat a la regió del Gran Est, al departament de l'Alt Rin. L'any 2008 tenia 816 habitants.

## Demografia
| 1962 | 1968 | 1975 | 1982 | 1990 | 1999 |
| ---- | ---- | ---- | ---- | ---- | ---- |
| 591  | 618  | 638  | 628  | 714  | 768  |

## Administració
| Període   | Identitat         | Partit |
| --------- | ----------------- | ------ |
| 2001-2008 | Jean-Louis Seiler |        |
| 2008-     | Martin Klipfel    |        |